# 安氏河馬長頜魚
安氏河馬長頜魚，為輻鰭魚綱骨舌魚目象鼻魚科的其中一種。分布於非洲三比西河、奧塔萬戈河及庫內內河流域，棲息於石底質水底，具有發電器官，用來偵測獵物，以蠕蟲及昆蟲幼生為食，本魚有長的細長身體;口部端位且在成魚的背鰭與臀鰭之間的獨特黑色的垂直條紋，體長可達15公分。

## 外部連結
安氏河馬長頜魚的圖片 （页面存档备份，存于）